# Wikifunctions
Wikifunctions es un catálogo de funciones editado colaborativamente que tiene como objetivo permitir la creación, modificación y reutilización de código. Está estrechamente relacionado con el proyecto Abstract Wikipedia, una extensión de Wikidata que tiene como objetivo crear una versión de Wikipedia independiente del idioma utilizando sus datos estructurados. Provisionalmente llamado Wikilambda, el nombre definitivo de Wikifunctions se anunció el 22 de diciembre de 2020 luego de un concurso de nombres.

## Abstract Wikipedia
El proyecto fue ideado por Denny Vrandečić, cofundador de Wikidata, en un documento de trabajo de Google de abril de 2020, formalmente propuesto en mayo de 2020 (como Wikilambda) y aprobado por la Junta Directiva de la Fundación Wikimedia en julio de 2020 como Abstract Wikipedia.